# Шенберг (Мекленбург-Передня Померанія)
Шенберг (нім. Schönberg) — місто в Німеччині, розташоване в землі Мекленбург-Передня Померанія. Входить до складу району Північно-Західний Мекленбург. Складова частина об'єднання громад Шенбергер-Ланд.
Площа — 38,09 км2. Населення становить 4699 ос. (станом на 31 грудня 2020).

## Галерея

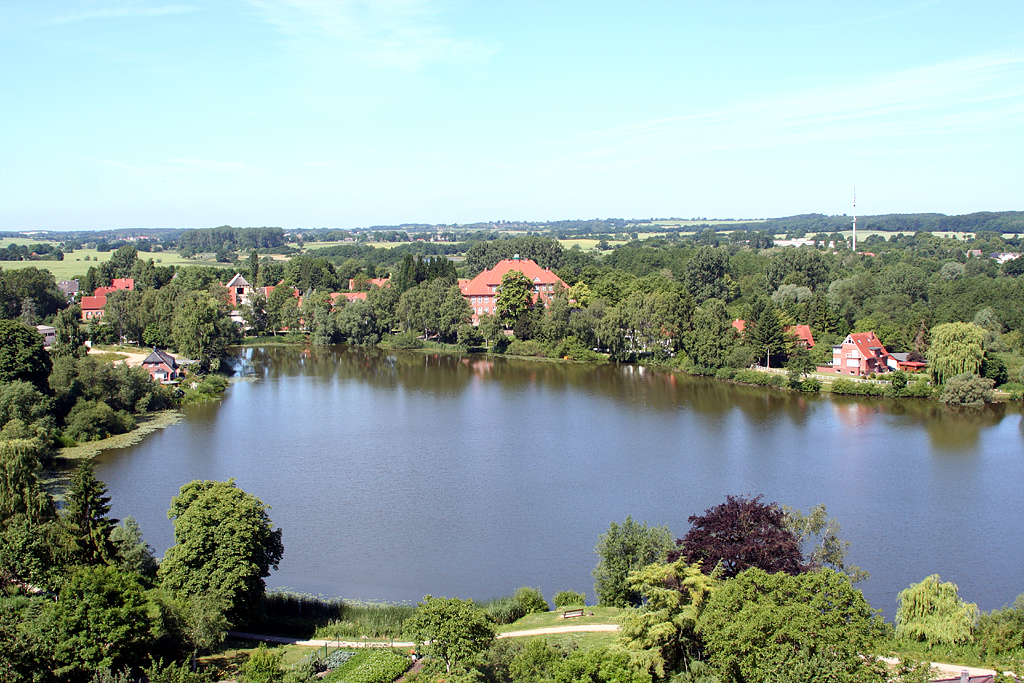
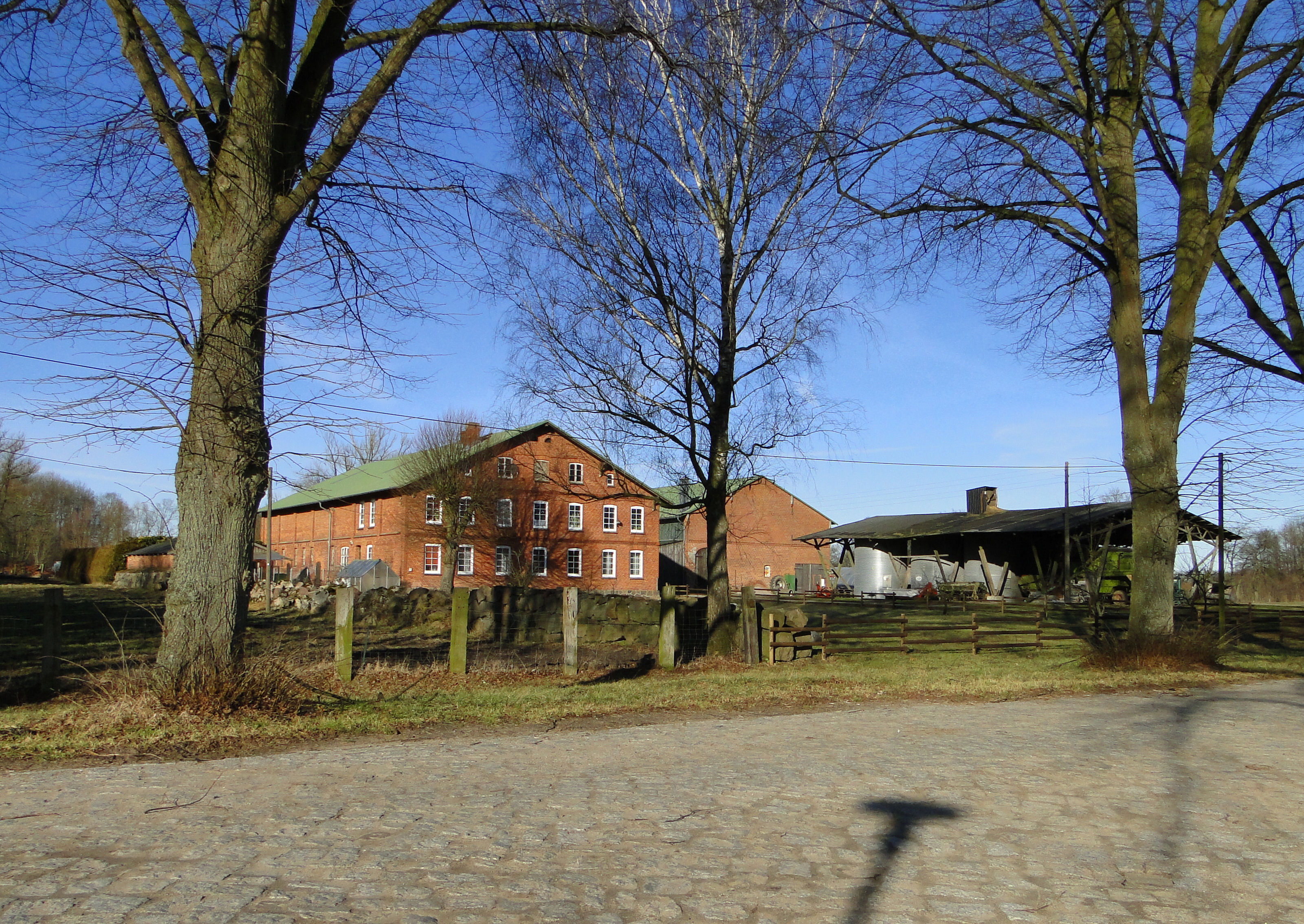
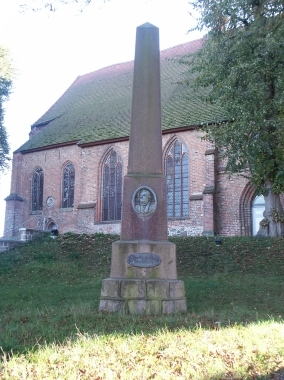